# Неверс, Тьерри
Тьерри Одейн Неверс (англ. Thierry Odaine Nevers; род. 26 марта 2002, Рединг) — английский футболист, нападающий клуба «Вараждин».

## Карьера

### Начало карьеры
Воспитанник футбольной академии английского клуба «Рединг», в которой выступал на протяжении 9 лет. В мае 2021 года футболист перешёл в английский «Вест Хэм Юнайтед», подписав с клубом трёх летний контракт. Футболист сразу же отправился выступать в молодёжную команду клуба в возрастной категории до 21 года. В августе 202 года футболист на правах арендного соглашения перешёл в «Ньюпорт Каунти». Дебютировал за клуб футболист 20 августа 2022 года в матче против клуба «Транмир Роверс», выйдя на поле в стартовом составе. Дебютным забитым голом за клуб футболист отличился 27 августа 2022 года в матче против клуба «Харрогит Таун», также отличившись результативной передачей. В декабре 2022 года футболист был отозван из аренды. В январе 2023 года футболист на правах арендного соглашения присоединился к английскому клубу «Брэдфорд Сити» до конца сезона.

### «Шериф»
В январе 2024 года футболист перешёл в молдавский клуб «Шериф». Дебютировал за клуб футболист 3 марта 2024 года в четвертьфинальном матче Кубка Молдовы против кишинёвской «Виктории», выйдя на поле в начале второго тайма и отличившись своим дебютным забитым голом. Первый матч в чемпионате за клуб футболист сыграл 9 марта 2024 года против клуба «Дачия-Буюкань», выйдя на поле в стартовом составе и отличившись результативной передачей. Вместе с клубом футболист дошел до полуфинала Кубка Молдовы, где уступили кишинёвскому «Зимбру». По итогу сезона футболист вместе с клубом стал серебряным призёром чемпионата. На протяжении сезона футболист выступал за клуб в роли одного из основных игроков, отличившись забитым голом и 3 результативными передачами во всех турнирах. В июне 2024 года футболист покинул молдавский клуб.

### «Вараждин»
В июле 2024 года футболист на правах свободного агента присоединился к хорватскому клубу «Вараждин», подписав двухлетний контракт. Дебютировал за клуб футболист 3 августа 2024 года в матче против клуба «Горица», выйдя на замену в начале второго тайма. Однако затем футболист перестал попадать в заявку основной команды клуба. Свой очередной матч за клуб футболист сыграл лишь 23 ноября 2024 года против загребского клуба «Локомотива», выйдя на замену на 62 минуте, но под конец основного времени тайма футболист получил травму, выбыв до конца сезона. По итогу сезона футболист вместе с клубом завершил чемпионат на итоговом четвёртом месте, впервые получив право на участие в квалификациях Лиги конференций УЕФА. Сам же футболист результативными действиями за клуб не отличился.